# Demigod (album)
Demigod – siódmy studyjny album zespołu Behemoth. Wydawnictwo ukazało się 11 października 2004 roku nakładem Mystic Production w Polsce i 8 listopada nakładem Regain Records w Europie. W Stanach Zjednoczonych album ukazał się 25 stycznia 2005 roku nakładem Century Media Records. Płyta dotarła do 15. miejsca zestawienia OLiS.
Album sprzedał się w nakładzie 10 000 egzemplarzy w przeciągu trzech miesięcy od dnia premiery w Stanach Zjednoczonych. Płyta była pierwszym wydawnictwem Behemoth zrealizowanym w nowym składzie, z udziałem basisty Tomasza "Oriona" Wróblewskiego i gitarzysty sesyjnego Patryka "Setha" Sztybera. 7 lipca 2009 roku pochodzący z płyty utwór pt. "Conquer All" został udostępniony w formie digital download w ramach rozszerzenia gry muzycznej Rock Band.

## Realizacja
Zespół przystąpił do prac nad albumem na początku 2004 roku. Nagrania rozpoczęły się 2 maja w lubelskich Hendrix Studios we współpracy z producentem i inżynierem dźwięku Arkadiuszem Malczewskim. Proces rejestracji śladów poszczególnych instrumentów został zakończony w lipcu. Płyta była pierwszym wydawnictwem zrealizowanym w nowym składzie, z udziałem basisty Tomasza "Oriona" Wróblewskiego i gitarzysty sesyjnego Patryka "Setha" Sztybera. 
Ponadto w nagraniach wziął udział Lubelski Męski Chór Akademicki oraz Piotr Bańka, który zaaranżował partie syntezatorów oraz orkiestracje. Również w lipcu lider grupy Adam Darski udał się do Uppsali, gdzie w Dug Out Studio we współpracy z producentem Danielem Bergstrandem został realizowany proces miksowania. Komentarz Darskiego odnośnie do współpracy z Bergstrandem:

Wygląda na to, że był to decydujący element całego procesu produkcyjnego. Mogę was zapewnić ze żaden album Behemoth nigdy nie brzmiał tak świeżo i cholernie intensywnie. Bergstrand wniósł bardzo wiele do brzmienia Behemoth, które dzięki temu zyskało kolejny wymiar. Praca z kimś takim była doświadczeniem bardzo witalnym, koniecznym gdyż osoba z zewnątrz potrafiła spojrzeć na nasz sound z nieco innego kąta, z innej perspektywy...bardziej obiektywnym okiem.

Po zakończonym miksowaniu w Cutting Room w Sztokholmie Thomas Eberger wykonał mastering nagrań. W nagraniach gościnnie wziął również gitarzysta amerykańskiej grupy deathmetalowej Nile - Karl Sanders, który zagrał partię solową w utworze pt. "Xul". Komentarz Darskiego odnośnie do udziału Sandersa w nagraniach:

Znam Karla i gości z Nile od ładnych kilku lat i za każdym razem kiedy się spotykamy doskonale się dogadujemy. Bardzo szanuję to co robią i jestem wielkim fanem ich płyt, niosących ze sobą tyle precyzji i niezaprzeczalnej oryginalności. Kiedy zapytałem się Karla czy nie zechciałby zagrać czegoś gościnnie na DEMIGOD, zareagował bardzo entuzjastycznie...

## Promocja
Wydawnictwo ukazało się 11 października 2004 roku nakładem Mystic Production w Polsce i 8 listopada nakładem Regain Records w Europie. W Stanach Zjednoczonych album ukazał się 25 stycznia 2005 roku nakładem Century Media Records. Na podstawie umowy licencyjnej płyta ukazała się w Izraelu nakładem Raven Music i w Rosji nakładem Irond Records. W ramach promocji grupa zrealizowała teledysk do utworu "Conquer All" w reżyserii Joanny Rechnio, która współpracował z takimi wykonawcami jak O.N.A. czy Sistars. Latem 2005 roku zespół zrealizował kolejny teledysk do utworu pt. "Slaves Shall Serve" ponownie we współpracy z Joanną Rechnio. Komentarz lidera grupy Adama Darskiego:

Joasia zrobiła genialna robotę przy kręceniu 'Conquer All', ale myślę że tym razem poszliśmy jeszcze dalej. Dysponowaliśmy większym budżetem. Wiedząc czego oczekiwać po pracy na zawodowym planie napisałem bardzo szczegółowy scenariusz, przez co było nam dużo łatwiej uchwycić wizję jaką miałem w głowie.

## Muzyka i teksty
Muzykę do wszystkich utworów skomponował Adam Darski, napisał on również większość tekstów. Wyjątek stanowią utwory "The Nephilim Rising", "Mysterium Coniunctionis (Hermanubis)" i "Slaves Shall Serve", które napisał Krzysztof Azarewicz oraz tekst "Before Æons Came" autorstwa Algernona Charlesa Swinburne'a. W książeczce albumu widnieją krótkie opisy tekstów do poszczególnych utworów. 
Darski zagrał trzynaście partii solowych na gitarze elektrycznej. Muzyk wykonał również partię solową na gitarze akustycznej w utworze pt. "The Nephilim Rising". Natomiast sesyjny gitarzysta Patryk "Seth" Sztyber, z którym zespół rozpoczął współpracę w 2004 roku nagrał pięć partii solowych na gitarze elektrycznej, skomponował również intro na gitarze akustycznej w utworze "Sculpting the Throne ov Seth" i outro w utworze "The Nephilim Rising".

## Lista utworów
Opracowano na podstawie materiału źródłowego.
| Nr  | Tytuł utworu                           | Słowa                      | Muzyka      | Długość |
| --- | -------------------------------------- | -------------------------- | ----------- | ------- |
| 1.  | „Sculpting the Throne ov Seth”         | Adam Darski                | Adam Darski | 4:41    |
| 2.  | „Demigod”                              | Adam Darski                | Adam Darski | 3:31    |
| 3.  | „Conquer All”                          | Adam Darski                | Adam Darski | 3:29    |
| 4.  | „The Nephilim Rising”                  | Krzysztof Azarewicz        | Adam Darski | 4:20    |
| 5.  | „Towards Babylon”                      | Adam Darski                | Adam Darski | 3:22    |
| 6.  | „Before Æons Came”                     | Algernon Charles Swinburne | Adam Darski | 2:58    |
| 7.  | „Mysterium Coniunctionis (Hermanubis)” | Krzysztof Azarewicz        | Adam Darski | 3:40    |
| 8.  | „XUL”                                  | Adam Darski                | Adam Darski | 3:11    |
| 9.  | „Slaves Shall Serve”                   | Krzysztof Azarewicz        | Adam Darski | 3:04    |
| 10. | „The Reign ov Shemsu-Hor”              | Adam Darski                | Adam Darski | 8:26    |
|     |                                        |                            |             | 40:42   |

| DVD (Live Leeuwarden, Holland, 10.12.2007; reedycja 2010) | DVD (Live Leeuwarden, Holland, 10.12.2007; reedycja 2010) | DVD (Live Leeuwarden, Holland, 10.12.2007; reedycja 2010) | DVD (Live Leeuwarden, Holland, 10.12.2007; reedycja 2010) | DVD (Live Leeuwarden, Holland, 10.12.2007; reedycja 2010) |
| Nr                                                        | Tytuł utworu                                              | Słowa                                                     | Muzyka                                                    | Długość                                                   |
| --------------------------------------------------------- | --------------------------------------------------------- | --------------------------------------------------------- | --------------------------------------------------------- | --------------------------------------------------------- |
| 1.                                                        | „Slaying The Prophets Ov Isa”                             | Adam Darski                                               | Adam Darski                                               |                                                           |
| 2.                                                        | „Antichristian Phenomenon”                                | Adam Darski                                               | Adam Darski                                               |                                                           |
| 3.                                                        | „Demigod”                                                 | Adam Darski                                               | Adam Darski                                               |                                                           |
| 4.                                                        | „From The Pagan Vestlands”                                | Adam Darski                                               | Adam Darski                                               |                                                           |
| 5.                                                        | „Prometherion”                                            | Adam Darski                                               | Adam Darski                                               |                                                           |
| 6.                                                        | „Conquer All”                                             | Adam Darski                                               | Adam Darski                                               |                                                           |
| 7.                                                        | „Christgrinder Avenue”                                    | Adam Darski                                               | Adam Darski                                               |                                                           |
| 8.                                                        | „As Above So Below”                                       | Krzysztof Azarewicz                                       | Adam Darski                                               |                                                           |
| 9.                                                        | „Decade Ov Therion”                                       | Krzysztof Azarewicz                                       | Adam Darski                                               |                                                           |
| 10.                                                       | „Chant For Ezkaton 2000”                                  | Krzysztof Azarewicz                                       | Adam Darski                                               |                                                           |
| 11.                                                       | „I Got Erection" (cover Turbonegro)”                      |                                                           |                                                           |                                                           |

## Twórcy
Opracowano na podstawie materiału źródłowego.
| Zespół Behemoth w składzie - Adam "Nergal" Darski – gitara, wokal prowadzący, inwokacje - Zbigniew "Inferno" Promiński – perkusja - Tomasz "Orion" Wróblewski – gitara basowa oraz - Patryk "Seth" Sztyber – sesyjnie gitara, wokal wspierający Dodatkowi muzycy - Lubelski Męski Chór Akademicki – inkantacje - Karl Sanders – gitara prowadząca (utwór "Xul") - Piotr Bańka – instrumenty klawiszowe, orkiestracje | Produkcja - Arkadiusz Malczewski – inżyniera dźwięku - Daniel Bergstrand – miksowanie (Dug Out Studio, Upsala, lipiec - sierpień 2004) - Thomas Eberger – mastering (Cutting Room, Stockholm, sierpień 2004) - Krzysztof Azarewicz – teksty, konsultacje, zaklęcia, hieroglify oraz ich transkrypcja fonetyczna - Sharon E. Wennekers – konsultacje gramatyczne - Tomasz "GRAAL" Daniłowicz – oprawa graficzna - Dominik Kulaszewicz – zdjęcia - Krzysztof Sadowski – zdjęcia - Norbert Grabianowski – charakteryzacja - Zenon Darski – kostiumy |

## Wydania
| Rok                  | Nr katalogowy | Format | Wytwórnia             | Kraj              |
| -------------------- | ------------- | ------ | --------------------- | ----------------- |
| 11 października 2004 | MYSTCD 017    | CD     | Mystic Production     | Polska            |
| 8 listopada 2004     | RR 048        | CD     | Regain Records        | Europa            |
| 8 listopada 2004     | CD 04-934     | CD     | Irond                 | Rosja             |
| 25 stycznia 2005     | 8241-2        | CD     | Century Media Records | Stany Zjednoczone |
| czerwiec 2010        | RR 174        | CD+DVD | Regain Records        | Europa            |